# Megastigmus rigidae
Megastigmus rigidae är en stekelart som beskrevs av Xu och He 1998. Megastigmus rigidae ingår i släktet Megastigmus och familjen gallglanssteklar. Inga underarter finns listade i Catalogue of Life.